# ريتش ألكسيس
ريتش ألكسيس (بالإنجليزية: Rich Alexis)‏ هو لاعب كرة قدم أمريكية أمريكي، ولد في 6 مايو 1981 في بوينتون في الولايات المتحدة.

## وصلات خارجية
- ريتش ألكسيس على موقع مرجع كرة القدم المحترفة.كوم (الإنجليزية)